# 亨利灣
66°52′S 120°45′E / 66.867°S 120.750°E
亨利灣（英語：Henry Bay）是南極洲的海灣，位於威爾克斯地，亨利群島處於該海灣西部，該海灣根據美國海軍拍攝的空中照片繪入地圖，現時由南極條約體系管理。